# 甲之森城
甲之森城（かぶとのもりじょう）は、愛媛県西予市にあった日本の城（山城）。標高451mの山頂にあり、周囲は平地となっている。

## 概要
紀実平が城を築き、以降、北之川殿と呼ばれる当地の紀氏が在城した。天正11年1月13日（1583年）に長宗我部氏の侵入を受け、当主の紀親安は三滝城で討死して紀氏は滅亡、当城も落城したという。